# جيرهارد بريتنربرغر (لاعب كرة قدم)
جيرهارد بريتنربرغر (بالألمانية: Gerhard Breitenberger)‏ هو لاعب كرة قدم نمساوي في مركز الوسط، ولد في 7 فبراير 1979 في Schwarzach im Pongau ‏ في النمسا. لعب مع ريد بول سالزبورغ ونادي غروديغ ونادي ليفيرينج.

## وصلات خارجية
- جيرهارد بريتنربرغر (لاعب كرة قدم) على موقع قاعدة بيانات كرة القدم.إي يو (الإنجليزية)
- جيرهارد بريتنربرغر (لاعب كرة قدم) على موقع بيانات كرة القدم. دي إي (الألمانية)
- جيرهارد بريتنربرغر (لاعب كرة قدم) على موقع عالم كرة القدم.نت (الإنجليزية)